# Betacismo
El betacismo es un fenómeno lingüístico muy característico de algunas lenguas romances que consiste en confundir la pronunciación de los fonemas /b/ y /v/, de manera que acaban convirtiéndose en un solo fonema. Asimismo existe en otras lenguas (por ejemplo, el griego), ya que se trata de uno de los fenómenos de la evolución fonética más comunes, independientemente de la genealogía lingüística. Está presente en español, gallego, a veces catalán, occitano, sardo, dialectos norteños del portugués, ciertas lenguas del sur de Italia y en rumano. Las explicaciones dadas a continuación se refieren en especial al betacismo de las lenguas románicas.

## Descripción y razones fonéticas
En realidad se trata de dos fenómenos lingüísticos diferentes, probablemente relacionados entre sí. En el latín las letras B y V (esta última realmente no era una letra separada, sino una grafía alternativa para la U) tenían sonidos diferentes: la B representaba el fonema labial oclusivo [b] en todas las posiciones, mientras que la V era una semiconsonante parecida a la w inglesa [w].
En el latín hablado, sin embargo, y luego también en las lenguas romances al nacer, la pronunciación de la [b] intervocálica primero se convirtió en una fricativa bilabial [β], luego en la mayoría de los dialectos latinos quedó reforzada en un sonido fricativo labiodental sonoro [v], como lo encontramos en francés e italiano.
Pese a ello, en otros dialectos latinos, sobre todo en el norte de la península ibérica, en el sur de Francia de habla occitana, así como en la isla de Cerdeña, el sonido [β] no se transformó en [v], probablemente provocando el otro fenómeno que consistía en confundir el sonido, desde luego muy cercano, [w] latino (representado por la letra V) con el [b], incluso en posición inicial absoluta.
Los dos fenómenos lingüísticos antes mencionados hicieron en las lenguas betacistas que desapareciera totalmente la distinción fonológica de las letras b y v, ya que, de acuerdo con su posición fonológica, ambos llegaron a pronunciarse siempre [β] o [v] entre vocales, y [b] en posición inicial absoluta y después de nasales (m y n).
Ejemplos para el betacismo se hallan igualmente en otras lenguas y dialectos romances fuera de los antes mencionados (como, por ejemplo, en rumano), pero solo en algunas palabras, y el fenómeno no se generalizó en ellos, a pesar de que, como describe J. Herman, la confusión de v y b en latín vulgar podía ser más general en Italia, en los Balcanes y en África, durante el Imperio romano.

## Origen del fenómeno
La causa verdadera de dichos cambios fonéticos se discute. La transformación de [b] intervocálica en [β/v] puede atribuirse a la evolución fonética natural e interna, ya que sucedió en todas las lenguas románicas sin excepción alguna, siendo así, podemos decir, un cambio fonético panromance. Sin embargo, en las áreas geográficas anteriormente dadas, los motivos de la conversión del sonido [w] del latín en [b], cuando éste se encontraba en inicio de palabras, ya es más peculiar.
Según unos lingüistas, este fenómeno fue ayudado, quizá, por alguna de las lenguas prerromanas, tal vez relacionadas con el vasco –de hecho, en la lengua vasca no existen y tampoco existían en el ibérico los sonidos [v] y [w] ante vocales, sólo el fonema /b/ –, mientras que otros estudiosos consideran que se trata nada más de una evolución fonética estructural interna, propia de dichas lenguas. Apoya asimismo a esta última teoría el hecho de que en otras lenguas romances fuera de la península ibérica también nos encontramos con el fenómeno: por ejemplo, en sardo (LINGUA > limba, VITA > bida), en rumano (VETERANUS > bătrân), etc.
También hay quienes consideran, sin embargo, que la ausencia de /v/ labiodental en gran parte de la península ibérica se originó en Galicia en época medieval debido a un substrato más antiguo (aunque cabe recordar que ni en latín y en ninguna lengua paleohispánica existía originalmente, según nuestros conocimientos de hoy, un sonido correspondiente a /v/ labiodental).

## El fonema /v/ en la península ibérica
Pese a lo expuesto anteriormente, no todo apunta hacia un betacismo primitivo en el latín peninsular. Algunos autores aseguran que la inexistencia de /v/ como reflejo de la B latina pudo ser un proceso fonético que ha ganado una gran extensión en perjuicio de una distinción previa de /b/ y /v/ semejante a la del italiano estándar. De hecho, cabe no olvidar que el portugués hablado al sur de Coímbra tiene /v/ en oposición a /b/, lo mismo sucede en el catalán hablado en las Baleares y en buena parte de las hablas valencianas. En el caso del catalán de Cataluña, parece cierto que el betacismo actual es muy moderno y que sólo llegó a ser mayoritario durante el siglo XIX, puesto que aún hoy en día hay hablantes ancianos en diversos lugares aislados (especialmente en la zona rural de Tarragona) que mantienen la labiodental. Asimismo, cabe tener en cuenta que la distinción gráfica de "v" y "b" de portugués y catalán (lenguas que tienen /v/ en buena parte de sus dialectos) coincide prácticamente con la del castellano medieval; sirvan como ejemplo el portugués "cantava", "cavalo", "haver", el catalán "cantava", "cavall", "haver" y el castellano medieval "cantava", "cavallo", "(h)aver". Esta coincidencia en la tradición gráfica de las tres grandes lenguas peninsulares apunta a la posibilidad de un betacismo no primitivo, sino desarrollado en algún momento de la Baja Edad Media, posiblemente conectado con un sustrato o adstrato de tipo vascoide en zonas de Cantabria, Burgos, La Rioja y Aragón. Cabe decir que el proceso betacista, que lleva a la pérdida de /v/, sigue vivo y activo en partes del catalán (en la zona norte del valenciano) y en cambio, el betacismo del norte portugués se retira en favor de la distinción /b/-/v/ que practica la capital.

## Ejemplos del betacismo en inscripciones de la Antigüedad
Nos hallamos ante una transformación lingüística bastante antigua que, según testimonios escritos, pudo llevarse a cabo en el primer siglo de nuestra era. Esto atestiguan las inscripciones latinas que fueron encontradas en las distintas regiones, en las cuales pueden observarse un sinnúmero de palabras escritas con B inicial que normalmente llevaban V en la lengua latina clásica. Veamos, pues, algunos ejemplos tomados de los volúmenes del Corpus de Inscripciones Latinas (CIL), junto con las formas correctas y las traducciones (tentativas) al español:
- CRESCENTINA BIRGINIO por Virginio ("Crescentina a Virginius")
- QUI BIXIT por vixit ("quien vivió")
- GRAVITATIS BENI BOLENTIAE por benevolentiae ("con el prestigio de la benevolencia")
- ROMULO BETERANO por Veterano ("a Romulo, el Veterano")
- SINE BILE por vile ("sin falta")
- SECUNDUM BOCIS por vocis, "voces" ("según sus palabras")
- SEPULCHRUM BENDERE por vendere ("vender sepulcro")
- SUPRA DICTUM DIEM BEL por vel, "o" ("el día antes dicho, o...")
- PRO SALUT EORU BOTU POSUIT por votu, "voto" ("votó por su salud")
- DISCESIT BICTORIA por victoria ("se fue la victoria")
- ET BOLUNTATEM por voluntatem ("y la voluntad")
- PLUS MINUS BIGINTI por viginti ("más o menos veinte")
- MAXIMIANUS BOTUM SOLBIT por votum solvit ("Maximiano cumplió su voto")
- DOMINOS BEL SCINDERE por vel scindere ("señores... o compartir...") etc.